# Artur Dorsé
Artur Dorsé (Granollers, ? - 7 de mayo de 2010) fue un ciclista español profesional entre 1943 y 1949.
Destaca de su palmarés, una victoria de etapa a la Vuelta en Cataluña del 1944 y un tercer puesto final en el Trofeo Jaumendreu.
Después de retirarse abrió un taller de bicicletas en Granollers. La marcha ciclista internacional Ruta del Montseny recibió el nombre "Trofeo Artur Dorsé" en honor suyo.

## Palmarés
- 1944
  - Vencedor de una etapa de la Volta a Cataluña
- 1945
  - 1º en el Campeonato de Cataluña de independientes[3]